# Regierung Hughes III

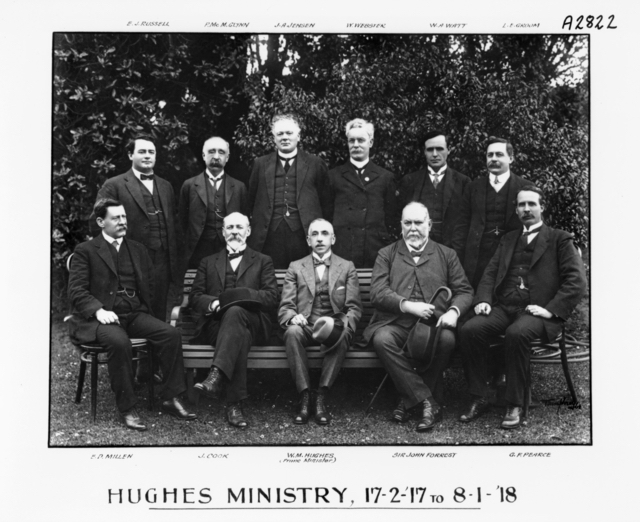
Regierung Hughes III

Die Regierung Hughes III war die dreizehnte Regierung Australiens. Sie amtierte vom 17. Februar 1917 bis zum 10. Januar 1918. Alle Mitglieder der Regierung gehörten der National Party of Australia an.
Die Vorgängerregierung war eine Minderheitsregierung der National Labor Party (NLP) – einer Abspaltung der Wehrpflichtbefürworter der Labor Party – unter Premierminister Billy Hughes, die von der Liberal Party (LP) unterstützt wurde. Im Februar 1917 vereinigten sich die NLP und die LP zur Nationalist Party of Australia, die die dritte Regierung Hughes stellte. Bei der
Parlamentswahl im Mai 1917 gewann die Nationalist Party eine absolute Mehrheit in Repräsentantenhaus und Senat. Am 20. Dezember 1917 fand, wie schon im Oktober 1916, erneut eine Volksabstimmung über die Einführung der Wehrpflicht statt. Die Mehrheit gegen die Wehrpflicht war noch größer als bei der ersten Abstimmung. Premierminister Hughes trat, wie vor der Abstimmung im Fall einer Niederlage versprochen, am 8. Januar zurück, blieb aber Vorsitzender der Nationalist Party. Generalgouverneur Ronald Munro-Ferguson beauftragte daraufhin Hughes erneut mit der Bildung einer Regierung.

## Ministerliste
| Amt                                     | Minister          | Amtszeit                             | Bild |
| --------------------------------------- | ----------------- | ------------------------------------ | ---- |
| Premierminister und Generalstaatsanwalt | Billy Hughes      | 17. Februar 1917 – 10. Januar 1918   |      |
| Marineminister                          | Joseph Cook       | 17. Februar 1917 – 10. Januar 1918   |      |
| Schatzminister                          | John Forrest      | 17. Februar 1917 – 10. Januar 1918   |      |
| Verteidigungsminister                   | George Pearce     | 17. Februar 1917 – 10. Januar 1918   |      |
| Vizepräsident des Executive Council     | Edward Millen     | 17. Februar 1917 – 16. November 1917 |      |
| Vizepräsident des Executive Council     | Littleton Groom   | 16. November 1917 – 10. Januar 1918  |      |
| Minister für Repatriierung              | Edward Millen     | 28. September 1917 – 10. Januar 1918 |      |
| Minister für Arbeit und Eisenbahn       | William Watt      | 17. Februar 1917 – 10. Januar 1918   |      |
| Minister für Inneres und Territorien    | Patrick Glynn     | 17. Februar 1917 – 10. Januar 1918   |      |
| Generalpostmeister                      | William Webster   | 17. Februar 1917 – 10. Januar 1918   |      |
| Minister für Handel und Zölle           | William Archibald | 17. Februar 1917 – 10. Januar 1918   |      |
|                                         |                   |                                      |      |
| Honorary Minister                       | Edward Russell    | 17. Februar 1917 – 10. Januar 1918   |      |
| Honorary Minister                       | Littleton Groom   | 17. Februar 1917 – 16. November 1917 |      |